# Wolfgang Schneider (Kulturwissenschaftler)

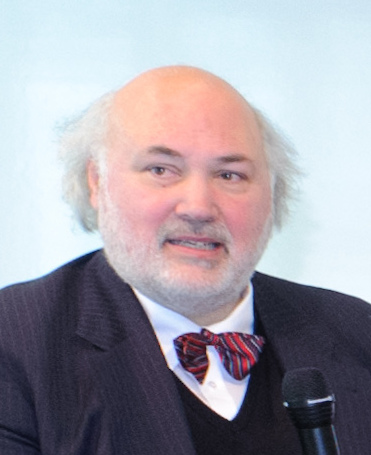
Wolfgang Schneider, 2012

Wolfgang Schneider (* 12. Juni 1954 in Mainz) ist ein deutscher Kulturwissenschaftler und Hochschullehrer.

## Leben
Schneider arbeitete als Direktor des Instituts für Kulturpolitik der Universität Hildesheim von 1997 bis 2019. 2003 wurde er in die Enquete-Kommission „Kultur in Deutschland“ berufen. Er war von 2012 bis 2020 Inhaber des UNESCO-Lehrstuhls "Cultural Policy for the Arts in Development". Von 2001 bis 2009 war er Dekan des Fachbereichs Kulturwissenschaften und Ästhetische Kommunikation. Nachfolger der Professur für Kulturpolitik und neuer Inhaber des UNESCO-Lehrstuhls ist Julius Heinicke.
Zu seinen Forschungs- und Arbeitsschwerpunkten gehören Kulturpolitik, Kulturförderung, Kulturelle Bildung, Kommunale Kulturpolitik, Auswärtige Kulturpolitik, Internationale Kulturpolitik, Kulturpolitik für Kinder, Theaterpolitik, Filmpolitik und Soziokultur-Politik; dazu liegen zahlreiche Veröffentlichungen vor.

## Auszeichnungen
Schneider bekam 2018 im Rahmen der Verleihung des Deutschen Kindertheaterpreises und des Deutschen Jugendtheaterpreises das Bundesverdienstkreuz 1. Klasse verliehen.